# Serge Nadejdine
Pour les articles homonymes, voir Nadejdine.
Sergueï Nadejdine (russe : Сергей Михайлович Надеждин), connu en France sous le nom Serge Nadejdine né en 1880 à Moscou (dans l'Empire russe) et mort en 1958 à Cuyahoga Falls (Ohio) aux États-Unis, est un réalisateur français d'origine russe de la période du cinéma muet.

## Biographie
Serge Nadejdine naît en 1880 à Moscou. Il commence sa carrière comme maître de ballet et metteur en scène de théâtre  au Théâtre impérial Alexandre à Saint-Pétersbourg, jusqu'à la Révolution.
Au début des années 1920, il fuit la Russie soviétique et trouve refuge en France. Il y réalise quelques films pour les Films Albatros, une société de production cinématographique française créée par des exilés russes.

## Filmographie

### Comme assistant-réalisateur
- 1923 : Le Brasier ardent d'Ivan Mosjoukine
- 1924 : Les Ombres qui passent d'Alexandre Volkoff

### Comme réalisateur
- 1921 : La Tourmente
- 1924 : Le Chiffonnier de Paris
- 1924 : L'Heureuse Mort
- 1925 : La Cible
- 1925 : Naples au baiser de feu
- 1925 : Le Nègre blanc (co-réalisé avec Nicolas Rimsky et Henry Wulschleger)